# Christian Arroyo
Pour les articles homonymes, voir Arroyo.
Christian Israel Arroyo (né le 30 mai 1995 à Tampa, Floride, États-Unis) est un joueur de troisième but et d'arrêt-court des Red Sox de Boston de la Ligue majeure de baseball.

## Carrière

### Giants de San Francisco
Christian Arroyo est membre de l'équipe des États-Unis qui remporte la médaille d'or au Championnat du monde de baseball 18 ans et moins en 2012 et est nommé meilleur joueur de la compétition.
Arroyo est le 25e athlète sélectionné au total repêchage 2013 des joueurs amateurs et est un choix de première ronde des Giants de San Francisco. 
Il fait ses débuts dans le baseball majeur avec les Giants de San Francisco le 24 avril 2017. Il frappe 3 circuits en 34 matchs des Giants en 2017.

### Rays de Tampa Bay
Avec le joueur de champ extérieur Denard Span, le lanceur gaucher des ligues mineures Matt Krook et le lanceur droitier des mineures Stephen Woods, Arroyo est le 20 décembre 2017 échangé des Giants aux Rays de Tampa Bay contre le joueur de troisième but étoile Evan Longoria.